# Palma Violets
Palma Violets – brytyjski zespół pochodzący z londyńskiej dzielnicy Lambeth, założony w 2011 roku Sama Fryera i Chilli Jessona. Brzmienie zespołu oscyluje głównie wokół rocka z elementami garage rocka i rocka psychodelicznego. 

## Historia
Jeszcze przed wydaniem pierwszego singla zespół zyskał wielu fanów, głównie dzięki amatorskim filmom z koncertów, rozpowszechnianym w Internecie. Palma Violets podpisali kontrakt z wytwórnią Rough Trade. Z powodu podobnej relacji scenicznej dwójki frontmenów Sama Fryera i Chilli Jessona do Pete’a Doherty’ego i Carla Barata w mediach są porównywani z The Libertines. 
W 2003 zespół zagrał podczas trasy koncertowej NME Awards Tour 2013 obok artystów takich jak Miles Kane, Django Django i Peace. 
W 2012 zespół został nagrodzony przez brytyjski magazyn muzyczny NME w kategorii „najlepszy nowy zespół”. Premierę debiutanckiego albumu 180 zaplanowano na 25 lutego 2013 roku.
10 stycznia 2013 odbyła się premiera utworu Step Up for the Cool Cats na antenie BBC Radio 1.
Wyprodukowany przez Steve'a Mackeya drugi singiel z płyty 180 został wybrany przez dziennikarza radiowego Zane'a Lowe'a jako „Najlepsze nagranie na świecie”.
9 grudnia 2012 roku BBC ogłosiło nominację Palma Violets do konkursu „Sound of 2013”, mającego wyłonić najlepiej zapowiadającego się artystę przyszłego roku.

## Dyskografia

### Płyty
- 180 (LP, 2013)

### Single
- Best of Friends/Last of the Summer Wine (2012)
- Step Up for the Cool Cats (2013)

## Teledyski
- Best of Friends (2012, reż. Jim Tobias)
- Last of the Summer Wine (2012, reż. Gina Birch)
- Step Up for the Cool Cats (2013, reż. Douglas Hart)

## Nagrody i wyróżnienia
- Nominacja do nagrody „Sound of 2013” BBC
- Pierwsze miejsce w konkursie brytyjskiego magazynu muzycznego NME za „Najlepszy utwór 2012 roku”.